# クリソラミナリン
クリソラミナリン(Chrysolaminarin)は、β(1→3)結合とβ(1→6)結合のグルコースが11:1の割合で含まれる直鎖のポリマーである。ロイコシンとしても知られている。セルロースと並んで、世界で最も普遍的に存在する生体高分子であると言われている。

## 機能
クリソラミナリンは、光合成を行うストラメノパイルで典型的に見られる貯蔵多糖である。珪藻等の植物プランクトンの貯蔵栄養として用いられる(褐藻のラミナリンと同様)。
クリソラミナリンは、これらの植物の細胞内に水に溶解して貯蔵され、液胞の屈折率はクリソラミナリンの濃度とともに増加する。さらに、ストラメノパイルは、貯蔵物質として油も用いる。エネルギーの保存の他に、油は藻類の浮力の調節にも役立っている。